# Voka küla
Koordinaten: 59° 24′ N, 27° 34′ O
Das Dorf Voka (estnisch Voka küla) ist Teil der Landgemeinde Toila (Toila vald). Es liegt im Kreis Ida-Viru (Ost-Wierland) im Nordosten Estlands.
Das Dorf hat 127 Einwohner (Stand 19. September 2012).